# Bagh (giardino)
Bāgh (in persiano باغ‎), abitualmente tradotto in "giardino", si riferisce a un'area chiusa con colture permanenti (vari tipi di piante e di alberi, ma anche di fiori). È un elemento non secondario dell'architettura perso-islamica. 

Viene anche chiamato bageecha o bagicha.

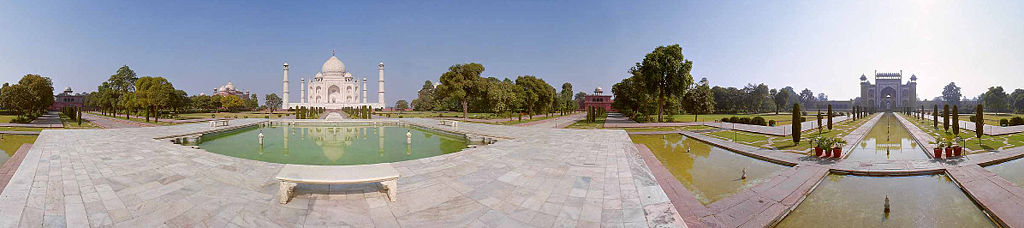
Panoramica a 360° del Charbagh al Taj Mahal (India).

## Etimologia

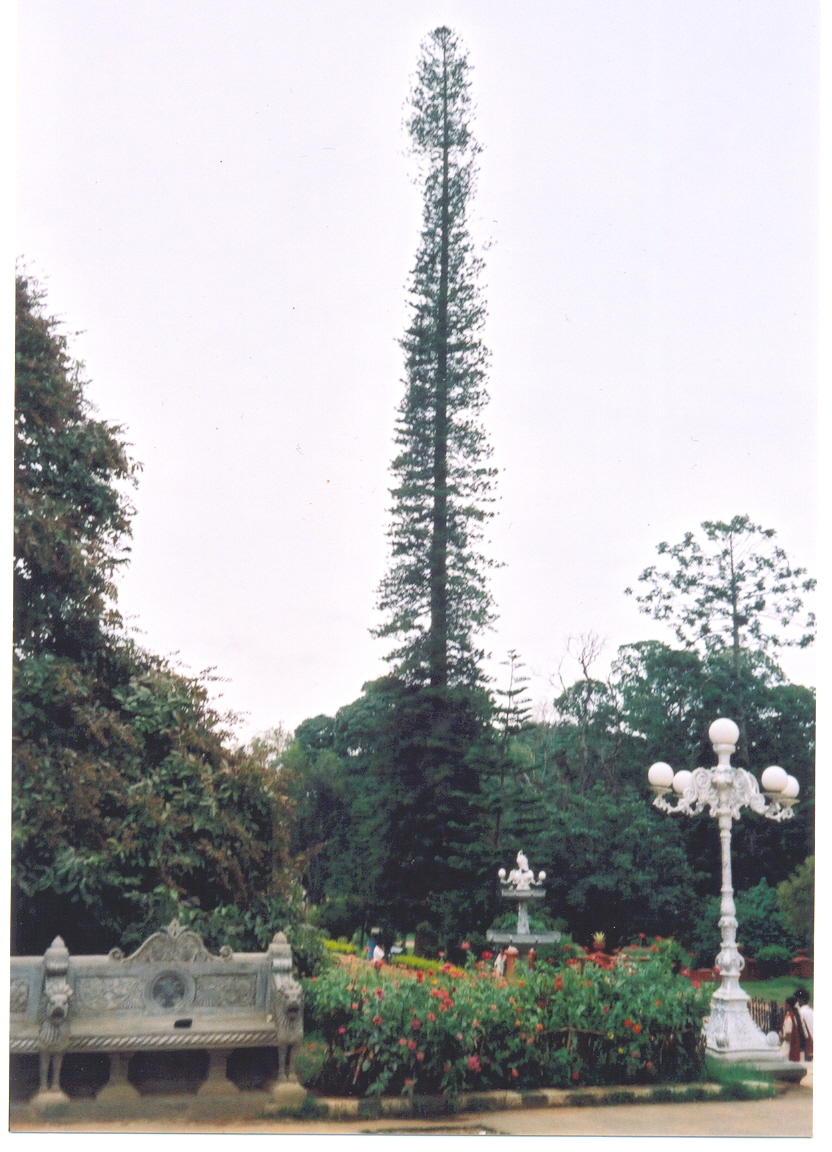
Lal Bagh (India).

Bāgh è un sostantivo comune delle lingue iraniche, del pashto, del curdo, del turco e della luri, e può significare, oltre che "giardino", anche "frutteto", purché contenenti alberi o piante da frutto o da fiore. In persiano, il plurale di bāgh è bāgh-hā (باغ‌ها o باغها), che in lingua curda diventa baxan (بيغان).
La parola bāgh s'incontra sia in lingua medio-persiana sia in sogdiano. In farizandi, gilaki, shahmirzadi e in sorkhei si trova bāk, e in natanzi bāg, entrambi per bāgh.

## Uso in nomi composti
Il sostantivo bāgh forma spesso nomi composti, come in Bāgh-e Ferdows (nome del cimitero di Najaf), Bāgh-e Jannat (nome del cimitero di Mecca) e Bāgh-e Rezvān (nome del cimitero di Isfahan).
Bāgh fa anche parte del nome del toponimo Karabagh, spesso tradotto alla lettera "giardino nero" ma che, forse, significa invece "grande giardino".

## Prestiti linguistici
La parole persiana è stata acquisita dall'urdu e da altre lingue indiane (che usano spesso il persiano come lingua culturale veicolare), dal turco (Baug), dall'azero, dal georgiano (ბაღი), e dall'armeno. La lingua russa utilizza la parola bakhcha (бахча), dal persiano bāghche (باغچه, che significa "piccolo giardino") per indicare meloni e zucche.

## Importanti bāgh
- Bāgh-e Ferdows
- Bāgh Eram
- Bāgh-e Jinnah
- Bāgh-e-Fin
- Jallianwala Bagh
- Chahar Bagh
- Sikandar Bagh
- Hazuri Bagh
- Bagh-e Melli
- Khusro Bagh
- Ram Bagh
- Lal Bagh